# 春田博
春田 博（はるた ひろし、1932年5月11日 - ）は、元シチズン時計株式会社相談役。

## 来歴・人物
1932年石川県金沢市生まれ。
金沢大学金沢高等師範学校附属高校（現・金沢大学附属高等学校）特別科学学級を経て、1956年に早稲田大学第一理工学部機械科卒業、同年シチズン時計入社。精機事業部次長、常務取締役精機事業本部長、代表取締役副社長などを経て、1997年6月から2002年6月まで社長を務める。取締役相談役を経て2005年6月から現職。
2004年4月、旭日中綬章受章。

## 著書
- 『時計屋が育てた世界のベストセラーマシン シチズン「Cincom」物語』日刊工業新聞社 2006年